# Inno nazionale dell'Iran
L'inno nazionale dell'Iran (in persiano Sorud-e melli e-Iran) fu scritto da Hassan Riyahi e fu adottato nel 1990, sostituendo Payandeh Bada Iran, l'inno usato durante il periodo dell'Ayatollah Khomeini.

## Testo

### In Persiano
| Alfabeto arabo-persiano (ufficiale) | Alfabeto romano-persiano (traslitterazione) | Trascrizione AFI |
| سر زد از افق مهر خاوران فروغ دیده‌ی حق‌باوران بهمن فر ایمان ماست پیامت ای امام، استقلال، آزادی، نقش جان ماست شهیدان، پیچیده در گوش زمان فریادتان پاینده مانی و جاودان جمهوری اسلامی ایران | Sær zæd æz ofoq mehre xaværan, Foruqe dideje hæq baværan. Bæhmæn, færre Imane mast. Pæjamæt ej Emam, esteqlal, azadi, næqše džane mast. Šæhidan, picide dær guše zæman færjadetan. Pajænde mani o džavedan. Džomhurije Eslamije Iran! | [sæɹ zæd æz ofoɢ mehɾe xɒːvæɾɒːn ǀ] [foɾuːɣe diːdeje hæɢ bɒːvæɾɒːn ‖] [bæhmæn ǀ fære iːmɒːne mɒːst ‖] [pæjɒːmæt ej emɒːm ǀ esteɢlɒːl ǀ ɒːzɒːdiː ǀ næxʃe dʒɒːne mɒːst ‖] [ʃæhiːdɒːn ǀ piːtʃiːde dæɾ ɡuːʃe zæmɒːn fæɾjɒːdetɒːn ‖] [pɒːjænde mɒːniːjo dʒɒːvedɒːn ‖] [dʒomhuːɾiːje eslɒːmiːje iːɾɒːn ‖] |

### Traduzione
Verso l'alto, all'orizzonte, sorge il sole orientale
La luce negli occhi dei credenti nella giustizia
Bahman è lo zenith della nostra fede.
Il tuo messaggio, oh Imam, d'indipendenza, libertà,
Oh martiri, i vostri clamori risuonano nelle orecchie del tempo
Duratura, continua ed eterna
La Repubblica Islamica dell'Iran!